# ルーシー加山
ルーシー加山（ルーシーかやま、1960年2月3日 - ）は、日本の元女子プロレスラー。東京都江東区出身。

## 経歴・戦歴
1977年
3月に行われた全日本女子プロレスの第1回オーディションで、約2000人の応募者の中からトップ合格。同期に横田利美（のちのジャガー横田）がいる。6月28日、東京・大田区体育館において、対ビクトリア富士美戦でデビュー。10月、引退した阿蘇しのぶに替わって池下ユミのパートナーに抜擢され、二代目ブラック・ペアとして活動。
1978年
3月に冨高千賀子のパートナーに予定されていた選手の海外遠征が取りやめになり、代わりに漆原が冨高と共に海外遠征に出発。それぞれの姓を欧米人の名前風に捩ったルーシー加山＆トミー青山のクイーン・エンジェルス誕生となる。8月9日にはナンシー久美＆ビクトリア富士美のゴールデン・ペアを破り、WWWA世界タッグ王座を獲得。
1979年
3月にディスコ歌謡「ローリング・ラブ」でレコードデビュー。4月6日に池下とマミ熊野の三代目ブラック・ペアに敗れ、WWWA世界タッグ王座を失う。
1980年
パートナーのトミー青山の右膝負傷でナンシー久美と新たにタッグを結成し、2月5日に三代目ブラックペアからWWWA世界タッグ王座を獲得。2月21日にはトミーが返上したオールパシフィック王座の王座決定戦に臨むも、池下に敗れて獲得ならず。シングル王座には最後まで縁がなかった。12月17日には横田利美＆堀あゆみ組に敗れ、WWWA世界タッグ王座から陥落。
1981年
体調を崩し、トップ戦線から徐々に後退。引退セレモニー等を行うことなく、同年4月に現役を引退する。引退後には、スナック経営を経て介護の仕事に就き、デイサービスの施設長を務めている。
得意技
タイガードライバー1978年あたりには既に開発しており言わば元祖である。全女あるあるで技名も無く使用していた。
リバーススプラッシュも彼女が元祖であり、エンジェルスペシャルの名称で使用していた。

## タイトル歴
- 第69代WWWA世界タッグ王座（パートナーはトミー青山）コンビ名：クイーン・エンジェルス
- 第71代WWWA世界タッグ王座（パートナーはナンシー久美）

## 入場テーマ曲
- 「PHOENIX FLIGHT」（作編曲：羽田健太郎、コーラス：イヴ） - のちにこの曲は、クラッシュギャルズ結成前の長与千種に受け継がれた。

## レコード
- CBSソニーより「ローリング・ラヴ」で歌手デビュー（クイーン・エンジェルスとして）

## テレビ出演
- 探偵物語 第10話「夜の仮面」（1979年、日本テレビ）